# Jean-Jacques Régis de Cambacérès

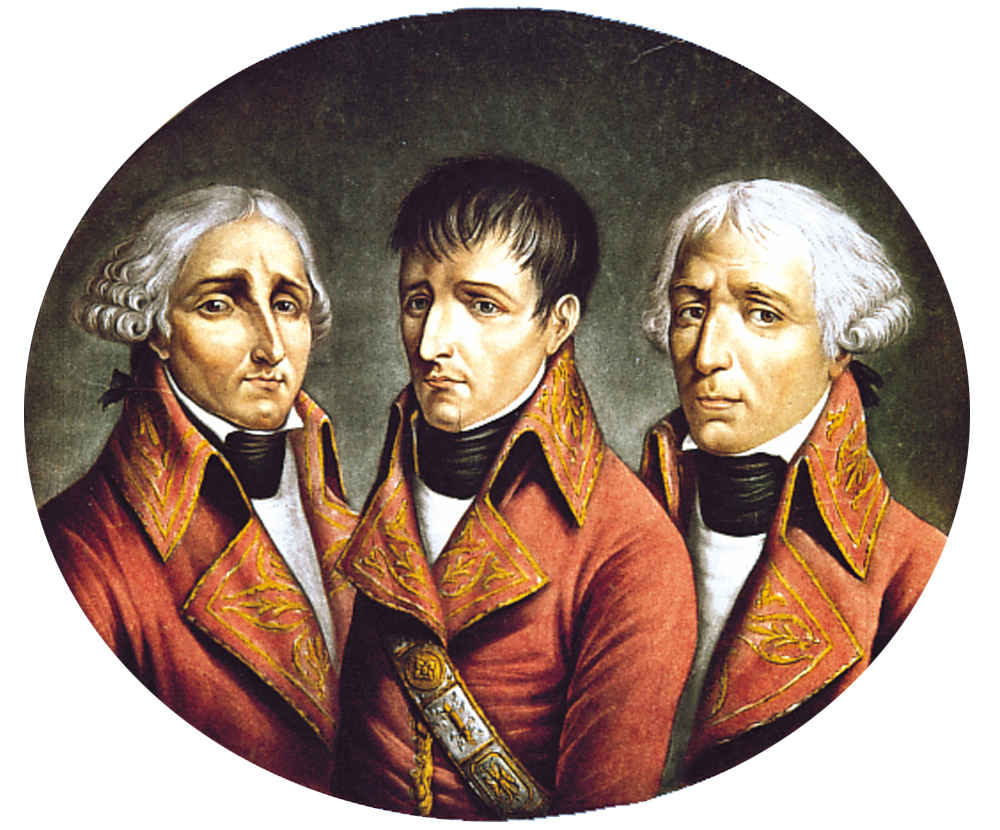
Porträtt av de tre konsulerna. Från vänster till höger Jean-Jacques Régis de Cambacérès, Napoléon Bonaparte, Charles-François Lebrun.

Jean-Jacques Régis de Cambacérès, född 18 oktober 1753 och död 8 mars 1824, var en fransk politiker.
de Cambacérès var ursprungligen jurist. Han invaldes 1792 i nationalkonventet där han tillhörde "träsket". Han förde en medlande politik, tog livlig del i lagfrågornas behandling men tillhörde inte förgrundfigurerna förrän efter Robespierres fall. Efter thermidorkrisen hade han vid tre olika tillfällen säte i välfärdsutskottet och medverkade vid tillkomsten av direktorialförsamlingen. 1795 blev han medlem av de femhundrades råd, och omvaldes 1798 men hans val förkastades genom Floréalkuppen samma år. Sedan hans vän Emmanuel Joseph Sieyès fått säte i direktoriet, blev de Cambacérès justitieminister. Han var invigd i den komplott som ledde till Napoleon Bonapartes statskupp 1799, och blev efter denna andre konsul. Den försiktige och medlande de Cambacérès samarbete med Bonaparte var det bästa, särskilt i inrikespolitiska frågor spelade han en viss roll. Det var mycket hans inflytande som gjorde, att Napoleon gick med på 1801 års konkordat. Ännu större betydelse har de Cambacérès som den ledande upphovsmannen till och främjarna av Code civile. De Cambacérès medverkade vid livstidskonsulatets och kejsardömets upprättande. 1804 blev han senatens president och ärkekansler, och utnämndes senare till hertig av Parma. Han var under Napoleons frånvaro 1812-13 den egentlige regenten i Frankrike, under de hundra dagarna var han justitieminister och ordförande i pärernas hus. Han landsförvisades 1816 som kungamördare och uppehöll sig i Belgien och Nederländerna, men fick 1818 tillåtelse att återvända.